# Jodi Balfour
Jodi Balfour (nascida em 29 de outubro de 1986) é uma atriz sul-africana. Ela ganhou o Canadian Screen Award por sua atuação como Gladys Witham na série Bomb Girls (2012–2013). Desde então, ela estrelou como Ellen Waverly Wilson na série Apple TV + For All Mankind (2019–2023).

## Infância e educação
Balfour cresceu na Cidade do Cabo, África do Sul. Ela foi co-apresentadora da série de televisão juvenil sul-africana Bling no início dos anos 2000. Mais tarde, ela estudou teatro na Universidade da Cidade do Cabo  e competiu no concurso Miss África do Sul 2008 .

## Carreira
Desde sua formatura em 2009, ela trabalhou como atriz principalmente em produções cinematográficas e televisivas britânicas e canadenses.
Ela foi escalada como Gladys Witham na série dramática de televisão canadense Bomb Girls em 2013. Ela ganhou o Canadian Screen Award de Melhor Atriz Principal em Filme para Televisão ou Minissérie no 3º Canadian Screen Awards em 2015 por sua atuação no filme de televisão seguinte da série, Bomb Girls: Facing the Enemy .
Em fevereiro de 2015, ela foi escalada para a série Quarry do Cinemax . Desde 2019, ela estrelou a série de drama espacial da Apple TV+, For All Mankind .
Em abril de 2022, ela foi escalada para o seriado de futebol da Apple TV+, Ted Lasso .

## Vida pessoal
Balfour morava em Vancouver, Colúmbia Britânica, onde, além de atuar, ela é coproprietária da Nelson the Seagull, uma cafeteria e padaria no bairro de Gastown, na cidade.
Em 30 de junho de 2021, ela anunciou no Instagram que se identifica como queer, afirmando que achou libertador "finalmente abraçar e explorar [sua] queeridade". Em 24 de outubro de 2021, Balfour anunciou no Instagram que ela e Abbi Jacobson estavam juntas há um ano. Em agosto de 2022, Balfour e Jacobson ficaram noivas.
Se casou em 2023 com a atriz Abbi Jacobson
Em junho de 2025 ela estreia como Tally, personagem da peça de teatro Lowcountry que é uma comédia romântica sombria e distorcida sobre a angústia psíquica de procurar o amor na era digital e no estado carcerário.  

## Filmografia

### Filme
| Ano  | Título                       | Papel              | Notas                     |
| ---- | ---------------------------- | ------------------ | ------------------------- |
| 2011 | Vampire                      | Michaela           |                           |
| 2011 | Destino Final 5              | Mulher             |                           |
| 2013 | A Ghost Within               | Hanna/Abby         | Curta-metragem            |
| 2013 | The Husband                  | Claire             |                           |
| 2013 | Depois da festa (Afterparty) | Karen              | Também produtor           |
| 2013 | Waterloo                     | Molly McKenzie     | Curta-metragem            |
| 2014 | Dia dos Namorados            | Molly              | Curta-metragem            |
| 2015 | Unearthing                   | Fisher Hart        |                           |
| 2015 | Eadweard                     | Mary               |                           |
| 2015 | Almost Anything              | Beans              | Também produtor executivo |
| 2019 | Amigas Improváveis           | Rachel             |                           |
| 2023 | A última sessão de Freud     | Dorothy Burlingham | [ 14 ]                    |
| 2023 | Bloom                        | Laurel             | Curta-metragem            |
| 2024 | Officer Stanley              | Lena               | Curta-metragem            |
| 2024 | Lilies not for me            | -                  |                           |

### Televisão
| Ano       | Título                                      | Papel             | Notas                                                     |
| --------- | ------------------------------------------- | ----------------- | --------------------------------------------------------- |
| 2009      | The Philanthropist                          | Porteira          | Episódio: "San Diego"                                     |
| 2010      | Kongo                                       | Johanna Wenz      | Filme de televisão                                        |
| 2010      | Tower Prep                                  | Emily Wright      | 2 episódios                                               |
| 2011      | The Sinking of the Laconia                  | Sarah Fullwood    | Minissérie de TV                                          |
| 2011      | R. L. Stine's The Haunting Hour: The Series | Priscilla         | Episódio: "Nightmare Inn"                                 |
| 2011      | Sobrenatural                                | Melissa           | Episódio: "Like a Virgin                                  |
| 2011      | V                                           | V Greeter         | Episódio: "Uneasy Lies the Head"                          |
| 2011      | Santuário                                   | Terry             | Episódio: "Icebreaker"                                    |
| 2012–13   | Primeval: New World                         | Samantha Sedaris  | 3 episódios                                               |
| 2012–13   | Bomb Girls                                  | Gladys Witham     | Papel principal                                           |
| 2014      | The Best Laid Plans                         | Lindsay Dewar     | Minissérie de TV                                          |
| 2014      | Bomb Girls: Enfrentando o Inimigo           | Gladys Witham     | Filme de TV                                               |
| 2016      | Quarry                                      | Joni Conway       | Papel principal                                           |
| 2017      | Rellik                                      | DI Elaine Shepard | Papel principal                                           |
| 2017      | The Crown                                   | Jackie Kennedy    | Episódio: "Dear Mrs. Kennedy"                             |
| 2019      | Detetive de verdade                         | Lori              | 3 episódios                                               |
| 2019–2023 | Para toda a humanidade                      | Ellen Waverly     | Papel principal (temporadas 1–3), convidado (temporada 4) |
| 2023      | Ted Lasso                                   | Jack Danvers      | 4 episódios                                               |

## Prêmios e indicações
| Ano  | Associação                    | Categoria | Trabalho nomeado             | Resultado |
| ---- | ----------------------------- | --- | ---------------------------- | --------- |
| 2013 | Leo Awards                    | Melhor Performance Principal de uma Mulher em Série Dramática                                                                                               | Bomb Girls                   | Indicada  |
| 2014 | Canadian Filmmakers' Festival | Melhor Conjunto (shared with Graham Coffeng, Ali Liebert, Nicholas Carella, Peter Benson, David Milchard, Erica Carroll, Christina Sicoli, and Emma Lahana) | Afterparty                   | Venceu    |
| 2015 | Canadian Screen Awards        | Melhor Performance de uma Atriz em Papel Principal em um Programa Dramático ou Minissérie                                                                   | Bomb Girls: Facing the Enemy | Venceu    |